# AnsaldoBreda V250
Pour les articles homonymes, voir Ansaldo (homonymie).
L'automotrice V250, également connue sous le nom d'Albatros, est un train à grande vitesse construit pour les entreprises ferroviaires High Speed Alliance et SNCB. Commandées en 2004 au constructeur italien AnsaldoBreda, la livraison des trains était prévue initialement en 2006, mais divers retards (notamment dans la mise au point de l'équipement de signalisation embarqué ETCS) ont repoussé cette livraison à 2012.
Les premières rames ont circulé entre Amsterdam et Bruxelles le 9 décembre 2012. À la suite notamment de conditions météorologiques désastreuses et exceptionnelles, elles ont rencontré de nombreux problèmes techniques, à la suite desquels elles ont été mises à l'arrêt en janvier 2013.
Les rames, retournées au constructeur, circulent aujourd'hui en Italie comme ETR 700 sur les liaisons Frecciargento (jusqu’à décembre 2022) et Frecciarossa.
Après avoir été saisie, la justice n'a pas estimé qu'il y avait une faute du constructeur.

## Histoire
Les trains devaient à l'origine être livrés en 2007, mais en août 2008 un seul prototype est disponible et commence une période d'essai de plus d'un an sur le circuit d'essai de Velim, en République tchèque. 
Le 28 avril 2009, le premier train est arrivé aux Pays-Bas pour réaliser des essais sur la voie sur laquelle ils seront utilisés. Ces essais durent plus d'un an, avant de pouvoir voir enfin ces trains en service commercial.
Entretemps, High Speed Alliance, qui est tenu par la concession signée avec l'État néerlandais, a fait circuler sur les lignes à grande vitesse du matériel tracté limité à 160 km/h (Bombardier TRAXX/série 28 de la SNCB en tête de voitures Benelux rénovées).

## Caractéristiques
Aptes à rouler à 250 km/h, ces automotrices comptent 8 caisses, pour 546 places. Elles ont été dessinées par Pininfarina. Elles assureront la desserte de la nouvelle ligne HSL-Zuid, aux Pays-Bas et de la LGV 4, son prolongement vers Anvers en Belgique. Elles y côtoieront les Thalys. High Speed Alliance fera fonctionner ces trains sous le nom Fyra. 
Si elles n'égalent pas les vitesses de pointe des ICE, Eurostar et autres TGV, elles sont plus rapides que les trains classiques exploités aux Pays-Bas qui ne dépassent pas 160 km/h. La faible distance entre les gares desservies ne justifie pas une vitesse plus élevée.
Leur forme distinctive a parfois été comparée à celle d'un ornithorynque. Elles sont également surnommées « bec de canard ».

## Exploitation

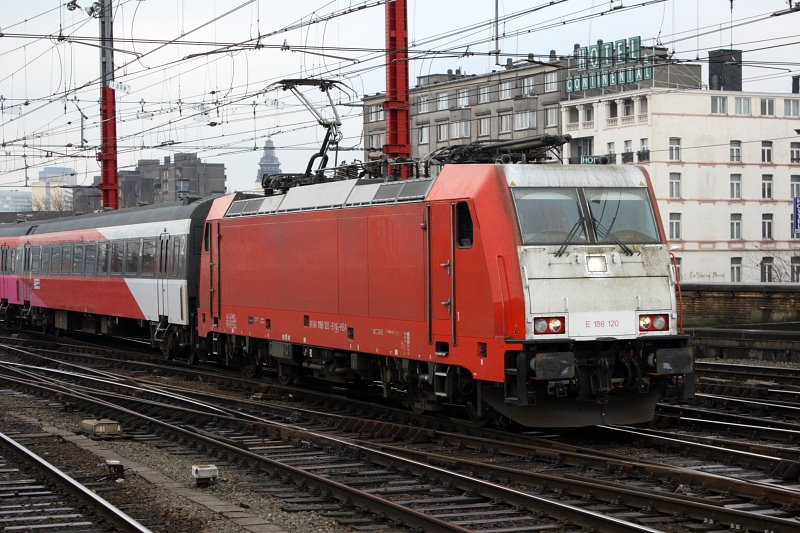
Une Traxx de HSA entre en gare de Bruxelles-Midi en tête d'un train Benelux

Destinés à circuler sur des infrastructures classiques et à grande vitesse dans deux pays différents, ces trains peuvent fonctionner sur les systèmes d'électrification utilisés historiquement en Belgique (courant continu 3 kV) et aux Pays-Bas (courant continu 1,5 kV), ainsi que sous un courant alternatif 25 kV, tel qu'il est déployé sur les lignes à grande vitesse. Ils sont également équipés de série des systèmes de protection des trains propres aux deux pays, ainsi que le nouveau standard européen ETCS de niveau 2.
Le service prévoit différents types de relations :
- un service cadencé à la demi-heure entre Amsterdam, l'aéroport de Schiphol, Rotterdam, La Haye et Bréda ;
- l'adaptation du service Benelux, avec cadence horaire, entre Amsterdam, l'aéroport de Schiphol, Rotterdam, Anvers et Bruxelles ;
- une nouvelle desserte internationale, entre La Haye et Bruxelles, cadencée aux deux heures, avec arrêt à Rotterdam – Bréda – Brecht-Noorderkempen – Anvers – Malines ainsi qu'à Bruxelles Central.

Le parcours Amsterdam - Rotterdam est effectué en 36 min au lieu de 1 h 5. Le parcours Amsterdam - Bruxelles est effectué en 1 h 8 au lieu de 1 h 50.

### Difficultés rencontrées lors de la mise en service
- Le 29 juillet 2012, NS Hispeed met ses premières rames en service entre Amsterdam et Rotterdam, en remplacement ponctuel des rames tractées à 160 km/h et conservant donc l'horaire établi pour celles-ci.
- L'étape suivante devait être franchie le 10 septembre 2012 avec un service à grande vitesse entre les mêmes villes (mais sans arrêt intermédiaire. La veille de la date prévue, NS Hispeed doit reconnaitre qu'elle ne dispose que d'une rame en état d'assurer le service et que la cadence sera donc d'un train toutes les 3 heures.
- Le 18 septembre, le Service de Sécurité et d'Interopérabilité des Chemins de Fer (SSICF - service chargé du contrôle de la sécurité ferroviaire en Belgique) donne une autorisation provisoire de circulation aux automotrices V250. L'exploitation entre Amsterdam et Rotterdam est assez satisfaisante en termes de ponctualité.
- Au même moment, un différend oppose les ministres hollandais et belges concernant la seconde relation internationale prévue par Fyra entre La Haye et Bruxelles avec desserte de Bréda, Anvers et Malines. La Belgique considère ne plus être en mesure de financer le déficit d'exploitation de cette relation. Les Pays-Bas conditionnent la mise en service du Fyra "direct" à l’obtention d'un accord sur la seconde relation. Un compromis est trouvé début décembre autour d'une desserte réduite cadencée aux deux heures entre Anvers et Breda [1].
- Le 9 décembre, les premiers trajets commerciaux "Fyra" entre Bruxelles et Amsterdam ont lieu. Simultanément, l'ancienne desserte Intercity Bruxelles - Amsterdam est supprimée, réduisant l'offre dans certaines villes intermédiaires comme Malines ou La Haye. Cette suppression, couplée avec l'obligation de réserver et l'introduction d'une tarification variable de type Yield management provoque une levée de boucliers des organisations de défense des voyageurs qui trouve écho au sein du parlement du Benelux, organe d'habitude très discret qui tenait justement sa réunion à cette époque.
- Les débuts du service commercial à grande vitesse sont assez chaotiques, avec une majorité de trains accusant des retards, quand ils ne sont pas supprimés. Dès le 12 décembre, la presse se fait écho de ces difficultés. La situation s'améliore quelque peu, mais après un mois d'exploitation, le taux de ponctualité ne dépasse pas 70 %[2]
- Le 11 janvier 2013, le Benelux est frappé par une grande vague de froid (qui sera qualifiée plus tard d'exceptionnelle par les experts). La fiabilité du Fyra s'écrase avec 7 trains sur 20 supprimés. NS Hispeed engage toute sa flotte disponible sur la relation, et chaque panne induit des suppressions en cascade. La suppression de la relation Benelux reporte l'ensemble du trafic sur les Thalys - moins fréquents et plus chers, d'autant qu'il n'y a pas d'accord de reprise de passagers entre les deux sociétés concurrentes - et sur les trains omnibus Roosendaal - Anvers avec un temps de parcours médiocre et une capacité insuffisante.
- Le 15 janvier, la moitié des trajets est supprimée. Le lendemain, l'ensemble des trajets sont annulés « en raison des conditions météorologiques ».
- Le 17 janvier, le SSICF suspend l'autorisation de circuler des rames V250 à la suite de la découverte d'un capot d'automotrice V250 le long des voies quelques jours auparavant. La SNCB, en tant que partenaire de NS Hispeed pour l'exploitation de ce matériel, est sommée de présenter un plan d'action [3].
- S'ensuivent une vague de sorties de presse, entre ultimatum fixé par la SNCB, suspension des commandes, excuses du fournisseur et révélations concernant le constructeur AnsaldoBreda et les conditions du marché de sélection de ce matériel.
- Le 28 février, la secrétaire d'état néerlandaise Wilma Mansveld indique que quatre options sont sur la table, allant de l'acquisition de tout le matériel roulant à leur retour pur et simple au fabricant[4] ; les deux autres options étant l'acquisition du matériel déjà fourni (neuf rames) sans réception des sept rames suivantes, ou l'acquisition des 16 rames prévues, sans que la SNCB n'achète les trois rames qu'elle avait prévues.
- Le 31 mai, quatre mois après avoir mis le constructeur en demeure, la SNCB décide de casser le contrat et de refuser la livraison des trois rames qu'elle avait commandées, se réservant la possibilité d'intenter une action en justice à cette fin[5]. Les Pays-Bas feront de même un mois plus tard.
- Le 1er août 2013, AnsalBreda fait appel du jugement rendu le 3 juillet 2013 par le tribunal d'Utrecht et demande la nomination d'une commission d'experts indépendants. Lors de l'audience du 19 septembre, la cour d'Appel d'Arnhem donne raison au constructeur.
- Le 30 septembre 2013, Belgorail, société belge de certification, dépose un rapport officiel contredisant les arguments de la compagnie ferroviaire belge. Dans ce rapport il est précisé que les rames Fyra sont fiables en toutes circonstances après que les options winter adaptations pour une utilisation dans les conditions hivernales extrêmes comme celles survenues en hiver 2012, mais qui n'avaient pas été prises en compte dans le marché de base par la SNCB, ont été ajoutées par le constructeur.
- Le dossier passe entre les mains de la justice. Les opérateurs exigent le versement des garanties bancaires engagées par le fournisseur et la reprise des rames livrées (que ces opérateurs doivent entretenir et faire circuler un minimum pour respecter leurs engagements contractuels), le fournisseur de son côté demandant que les opérateurs réceptionnent (et paient) l'ensemble des rames commandées, argumentant que les problèmes sont plus liés à des défauts d'entretien qu'à des problèmes de conformité.
- Le 7 novembre 2013, à la suite de la plainte déposée par AnsaldoBreda et le refus du tribunal d'Arnhem de divulguer le rapport du cabinet anglais Mott MacDonald qui avait expertisé les rames incriminées et qui avait également conclu à leur parfaite sécurité et fiabilité, en conformité totale avec le marché défini par les opérateurs ferroviaires belge et néerlandais dans leur appel d'offres, la cour d'appel Utrecht rend un jugement favorable à AnsaldoBreda et impose aux parties de désigner un cabinet d'expertise commun avant le 28 novembre. Sa décision est sans appel[6].
- Le 17 mars 2014, un accord est annoncé dans la presse. Les rames commandées par les Chemins de fer néerlandais retournent chez le constructeur en Italie (qui a de nombreux clients pour ces rames), et les NS recevront une petite indemnité financière[7].
- Le 5 mai 2014, un accord est signé entre la SNCB et AnsaldoBreda pour mettre un terme au différend. La SNCB recevra un dédommagement de 2,5 M€ après la restitution des rames V250 qui seront reconditionnées et livrées à un nouvel opérateur ferroviaire[8].

## Revente en Italie

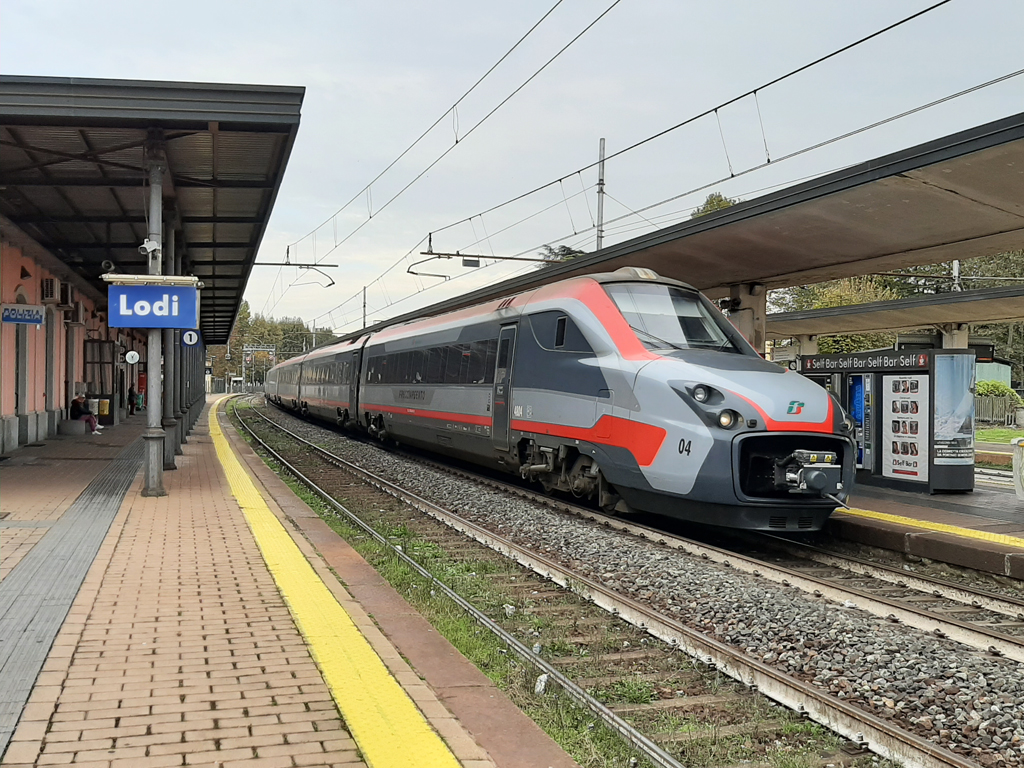
ETR.700 à Lodi (Italie).

En août 2017, la vente de 17 V250 à Trenitalia a été finalisée à la suite d'une procédure négociée sans appel d'offres prévoyant également la maintenance des trains pendant 5 ans, avec la possibilité d'une prolongation de 5 ans supplémentaires par Trenitalia. Ces trains, renommés ETR 700, sont intégrés courant 2019 au matériel roulant du Frecciargento.

## Intérieur

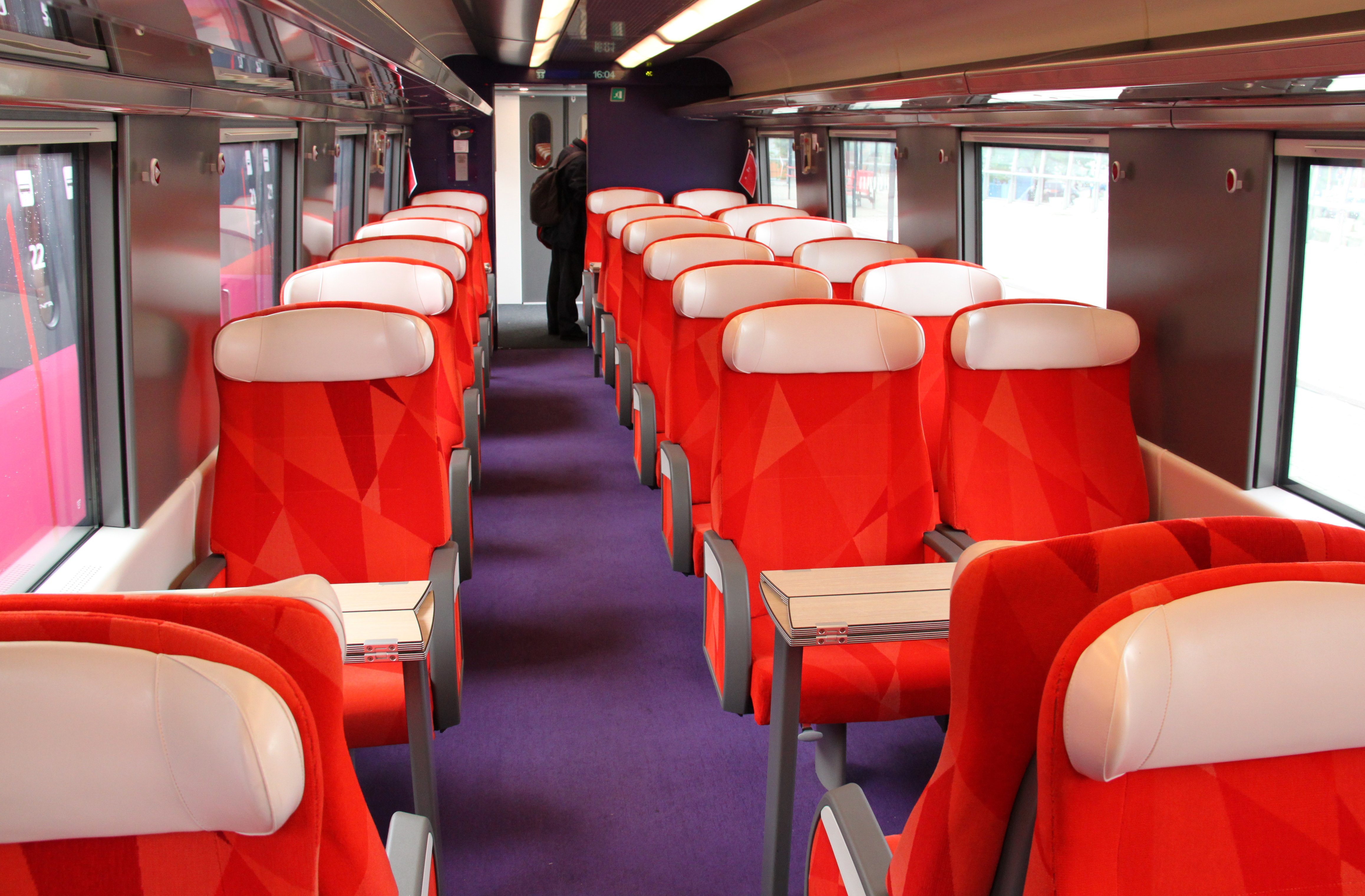
Intérieur 1re classe
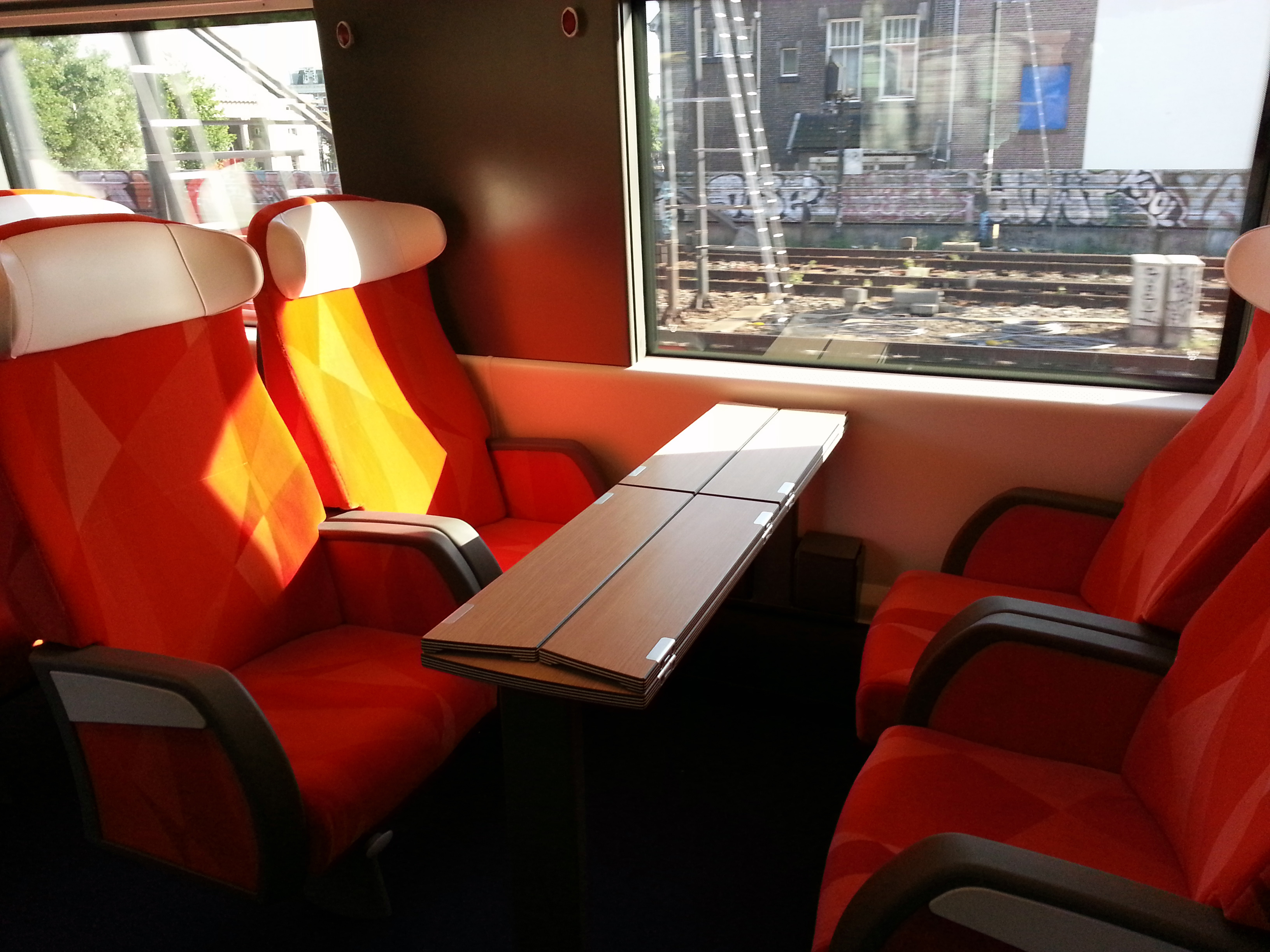
1re classe
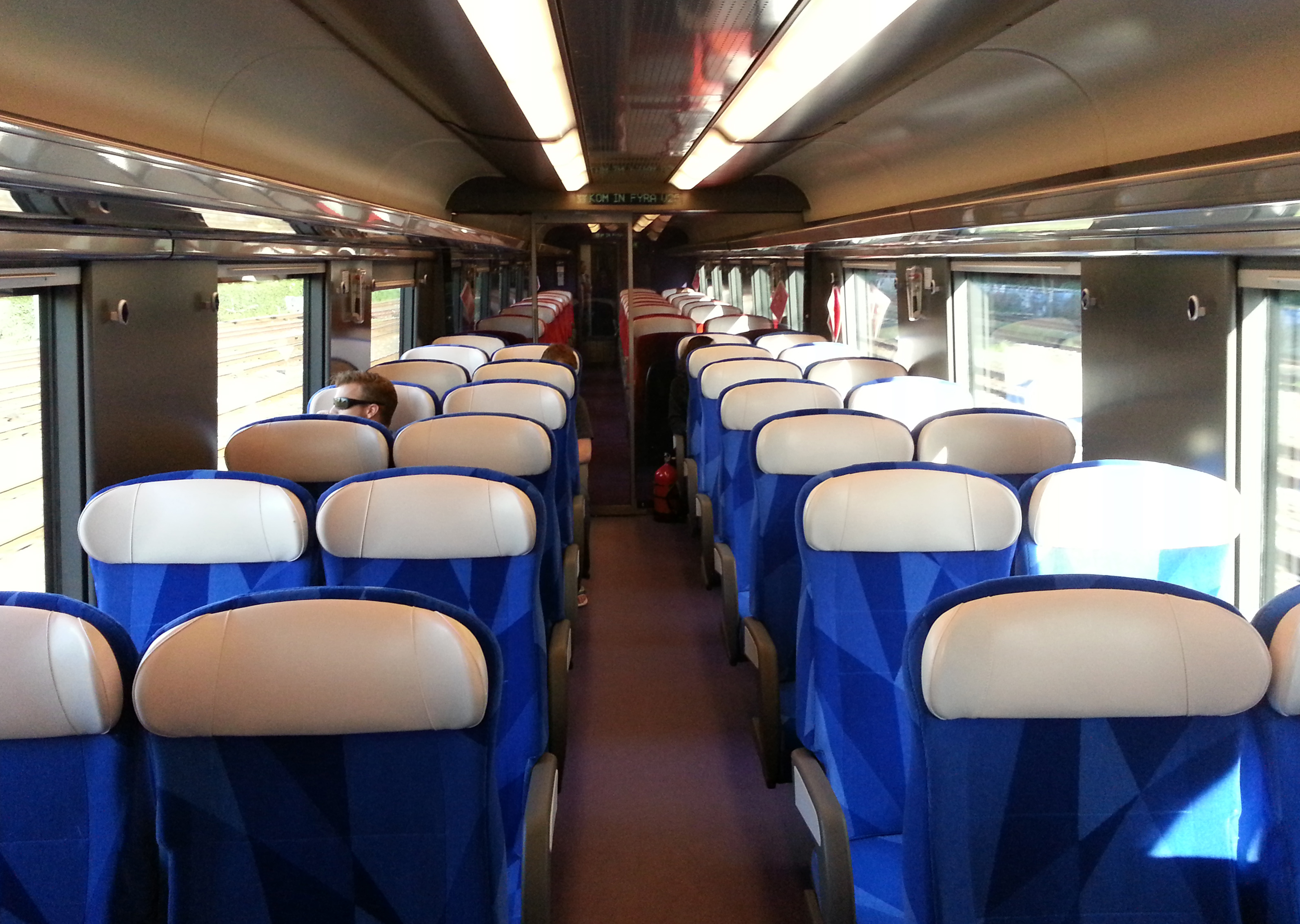
Intérieur 2e classe
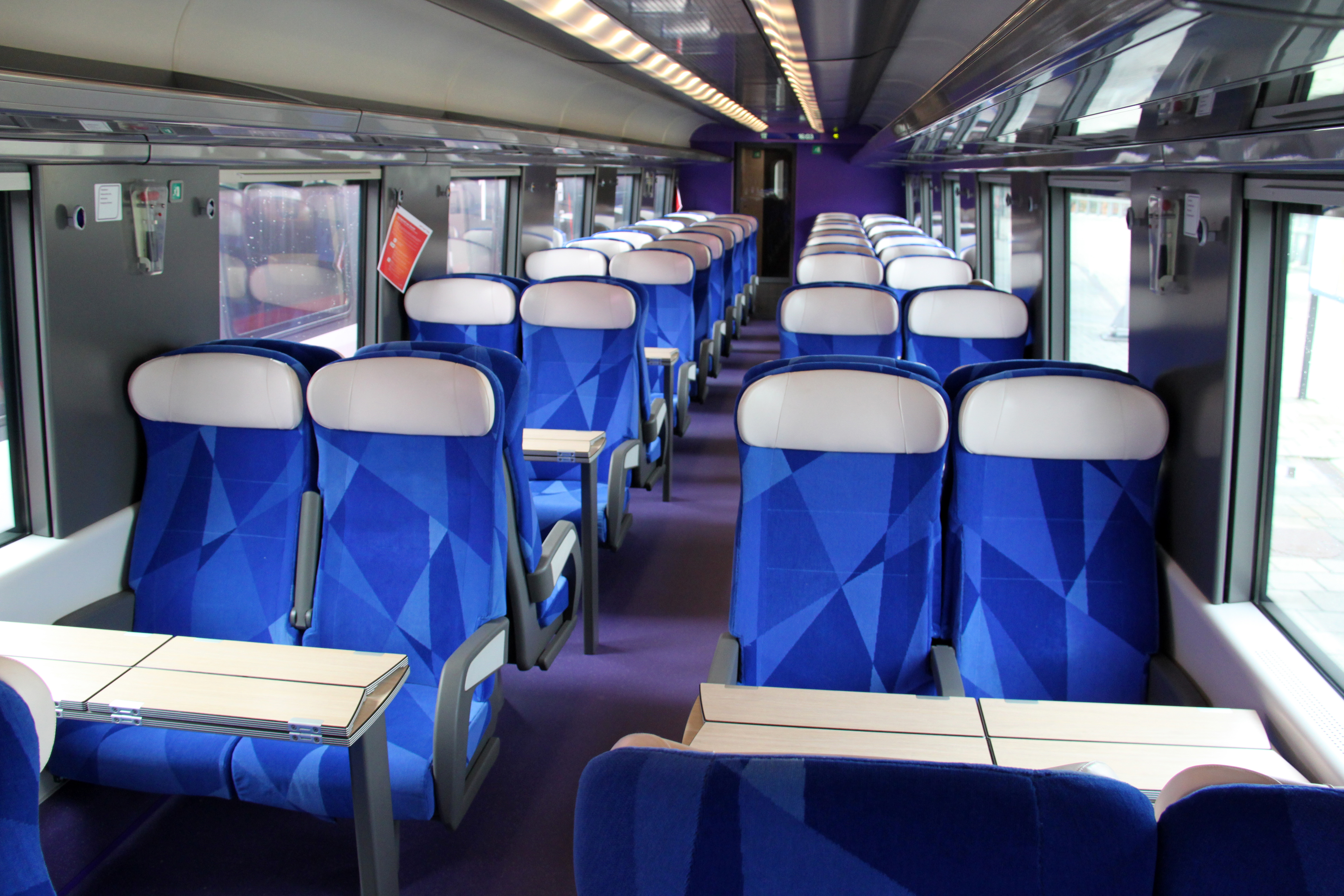
Intérieur 2e classe
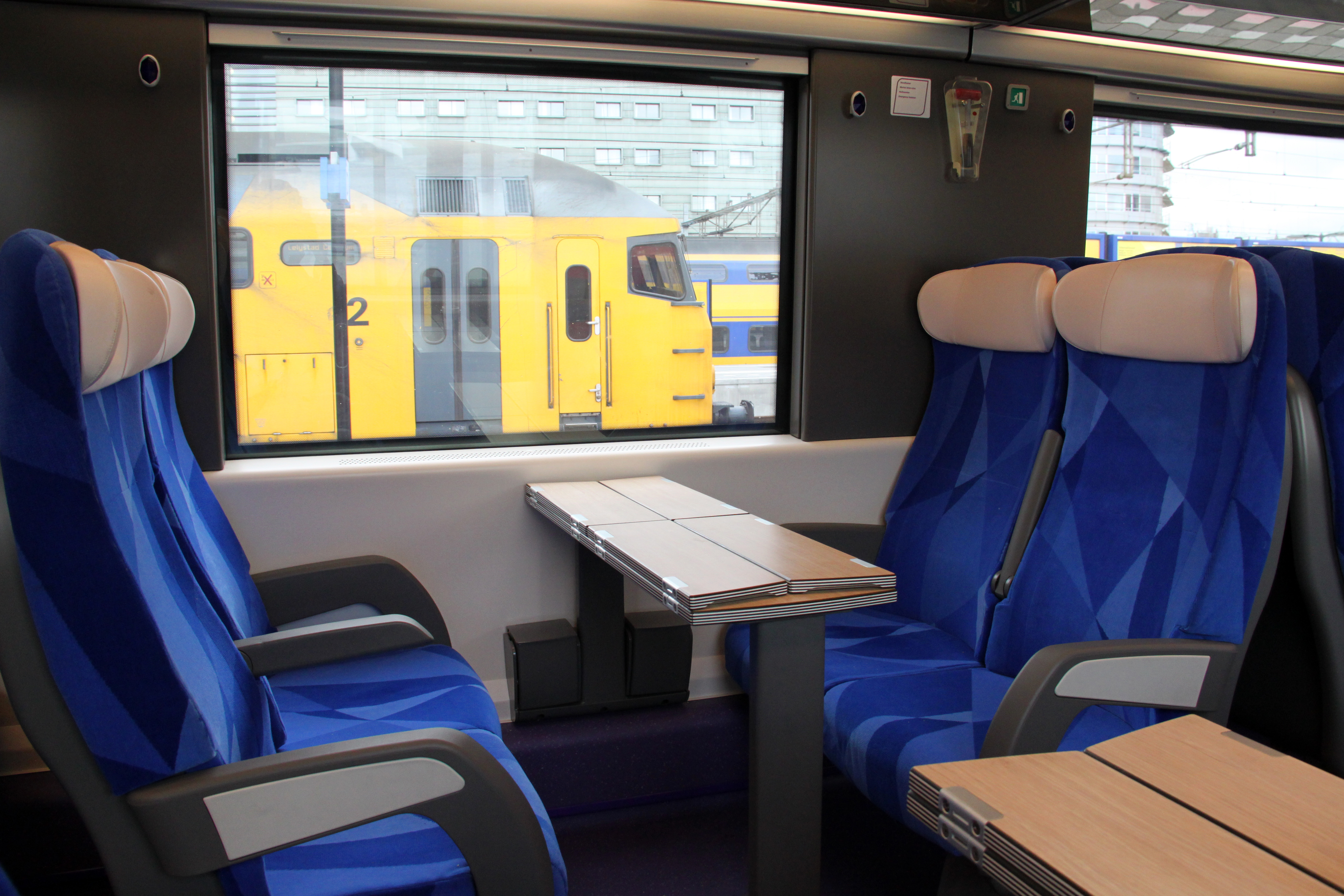
2e classe
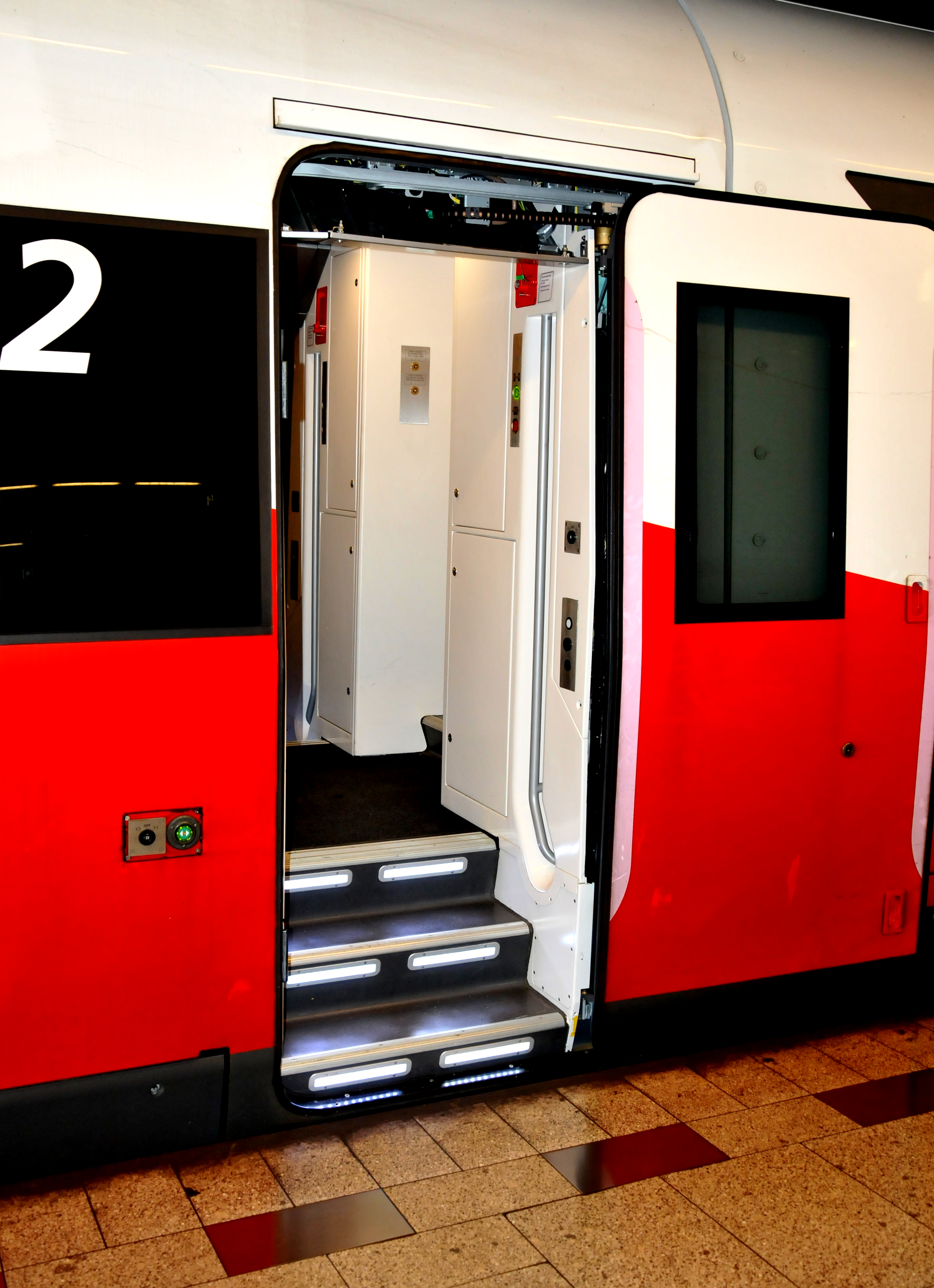
2e classe
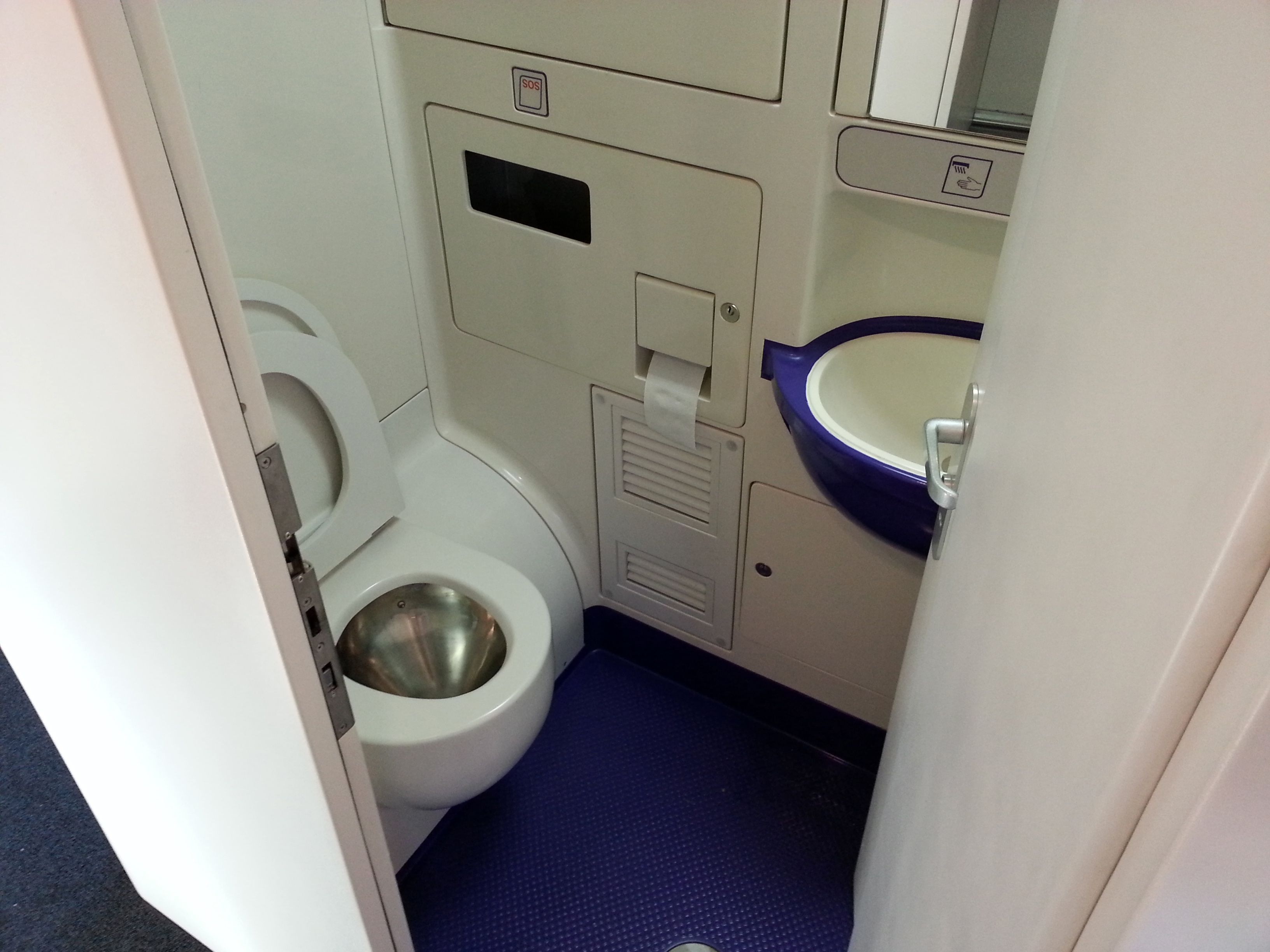
Toilettes